# Батбаян
Батбаян (Бат Баян, Баян, Боян, Безмер; болг. Бат-баян, Баян, Боян, Безмер) — хан Великой Болгарии из династии Дуло.

## Биография
Старший сын хана Кубрата. Управлял Великой Болгарией всего около 3 лет. Его братья не исполнили завет отца быть сплочёнными, и каждый из них со своим племенем ушёл из государства.
По словам Феофана Исповедника, только Батбаян исполнил завет Кубрата и остался в Великой Болгарии. Под ударами хазар Батбаяну пришлось признать их превосходство, и Великая Болгария прекратила своё существование как независимое государство.
На её землях под властью Хазарского каганата проживали сохранявшие только автономию потомки орды Батбаяна — чёрные болгары.

## Документальный фильм
- «Болгары», докум. фильм, реж. и сценарист П. Петков, опер. Кр. Михайлов. Производство bTV. 2006 год, Болгария.